# Eleição presidencial nos Estados Unidos em 1924

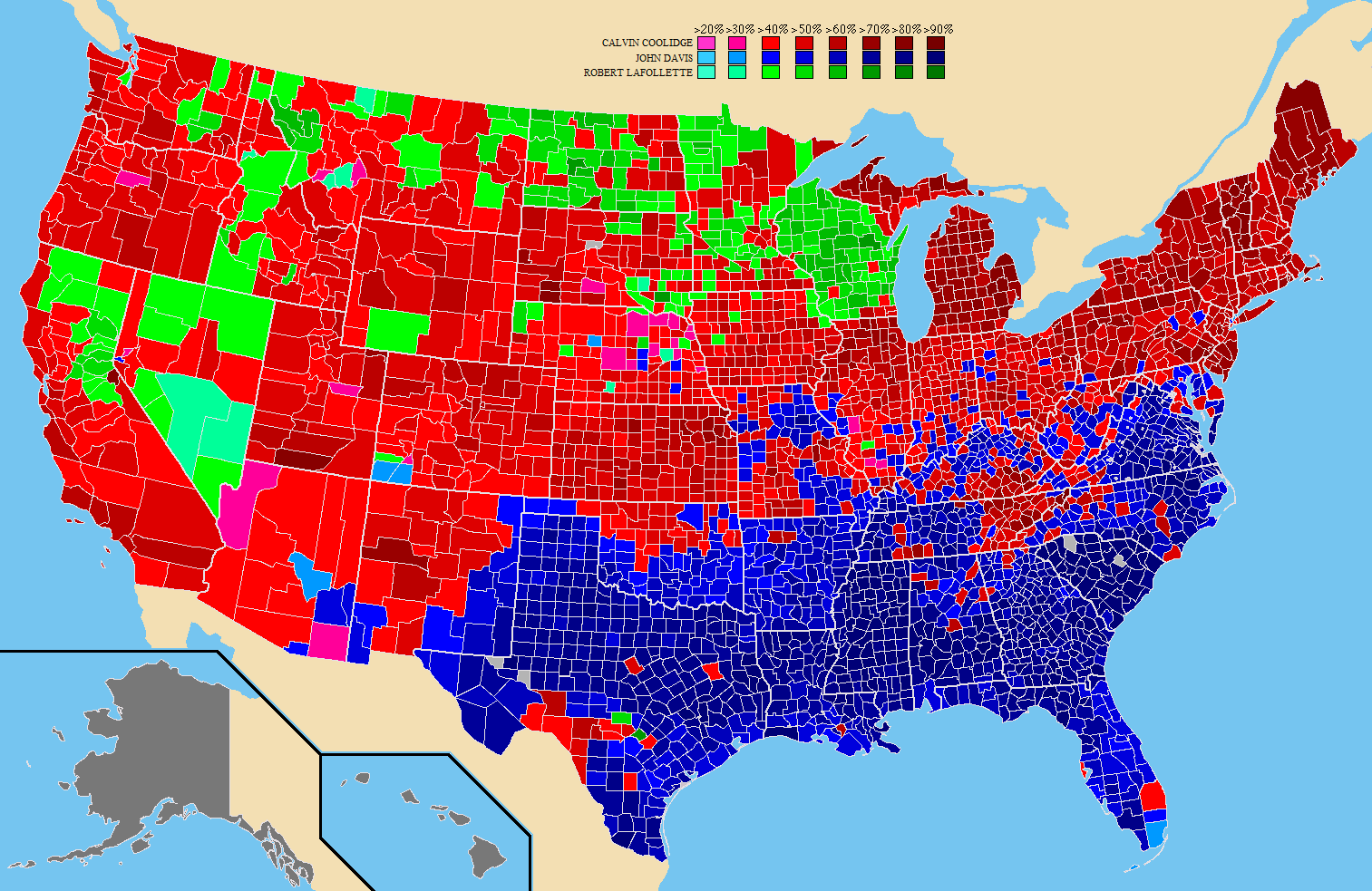
Resultados por condados:
Calvin Coolidge
John W. Davis
Robert M. La Follette

A eleição presidencial dos Estados Unidos de 1924 foi a trigésima-quinta eleição presidencial do país. Foi vencida pelo atual presidente, Calvin Coolidge, o candidato republicano. Coolidge foi vice-presidente sob Warren G. Harding e se tornou presidente em 1923, quando Harding morreu no cargo. Coolidge foi recebeu o crédito de uma economia em expansão em casa e sem crises visíveis no exterior. Sua candidatura foi ajudada por uma divisão dentro do Partido Democrata. O candidato democrata regular foi John W. Davis, um congressista pouco conhecido e ex-diplomata de Virgínia Ocidental. Desde que Davis era um conservador, muitos democratas liberais estavam dissidentes no partido e apoiou a campanha de terceiros do senador Robert M. La Follette, Sr. de Wisconsin, que concorreu como candidato do Partido Progressivo. Coolidge teve margem de vitória de 25,2 pontos na votação popular.

## Processo eleitoral
A partir de 1832, os candidatos para presidente e vice começaram a ser escolhidos através das Convenções. Os delegados partidários, escolhidos por cada estado para representá-los, escolhem quem será lançado candidato pelo partido. Os eleitores gerais elegem outros "eleitores" que formam o Colégio Eleitoral. A quantidade de "eleitores" por estado varia de acordo com a quantidade populacional do estado. Em quase todos os estados, o vencedor do voto popular leva todos os votos do Colégio Eleitoral.

## Convenções

### Convenção Nacional doPartido Republicanode 1924
A Convenção Nacional Republicana foi realizada em Cleveland entre 10 e 12 junho, com a escolha fácil de nomear o atual presidente Coolidge para um período completo de sua autoria, no qual foi indicado com 1.065 votos contra 34 de Robert M. La Follette, Sr. e a 10 votos de Hiram W. Johnson. O ex-governador de Illinois, Frank Orren Lowden foi nomeado como companheiro de chapa de Coolidge, mas ele recusou a honra. Charles G. Dawes, um proeminente empresário republicano, foi nomeado para vice-presidente em seu lugar. 

### Convenção Nacional doPartido Progressistade 1924
O senador Robert M. La Follette, Sr., que tinha deixado o Partido Republicano e formou seu próprio partido político, o Partido Progressista, em Wisconsin, estava tão chateado com ambos os partidos políticos que escolheramm os candidatos conservadores que ele decidiu concorrer como um candidato de terceiro partido para dar aos liberais de ambos os partidos uma alternativa. Assim, ele aceitou a nomeação presidencial feita em 4 de julho do Partido Progressista. Um campeão de longa data de sindicatos, e um inimigo ardente de Grandes Negócios, La Follette era um orador de fogo que tinha dominado o cenário político Wisconsin por mais de duas décadas. Apoiado pelos agricultores radicais, sindicatos da Federação Americana do Trabalho (AFL), e os socialistas, La Follette correu em uma plataforma de nacionalização de fábricas de cigarros e outras grandes indústrias. Ele também apoiou fortemente a tributação maior sobre os ricos e o direito de negociação coletiva para os trabalhadores de fábricas. Apesar de uma forte presença em redutos de trabalho e ganhando mais de 16% do voto nacional popular, ele carregava apenas seu estado natal de Wisconsin no colégio eleitoral.

### Convenção Nacional doPartido Democratade 1924
A Convenção Nacional Democrata de 1924 foi realizada em Nova Iorque entre 24 de junho e 9 de julho. Os dois principais candidatos foram  o ex-secretário do Tesouro, William Gibbs McAdoo da Califórnia e o governador de Nova Iorque, Al Smith. A votação revelou uma clara divisão geográfica e cultural no partido, com McAdoo sendo apoiado principalmente pela zona rural, os delegados protestantes do Sul, Oeste e Centro-Oeste de cidade pequena que eram partidários da proibição (chamados de "drys"). Em alguns casos os delegados McAdoo também foram adeptos da Ku Klux Klan (KKK), que estava no seu auge de popularidade em todo o país na década de 1920, com núcleos em todos os 48 estados e 4 a 5 milhões de membros. Governador Smith foi apoiado pelas forças da anti-Lei Seca (chamados de "wets"), muitos católicos romanos e outras minorias étnicas, os delegados da cidade grande no Nordeste e Centro-Oeste urbano, e pelos delegados liberais contra a influência de Ku Klux Klan.
Devido à regra dos dois terços que regem as nomeações, nem McAdoo, que brevemente obteve maioria dos votos no meio da votação, nem Smith, foram capazes de obter a maioria de dois terços necessários para vencer. Devido à grande divisão no Partido Democrata, a convenção poderia ter ido por muito mais tempo. No entanto, com algumas delegações de estados estavam com pouco dinheiro e incapaz de permanecer na cidade por mais tempo, na 100ª votação, Smith e McAdoo mutuamente retiraram-se como candidatos. Isso permitiu que os delegados da convenção procurassem um candidato de compromisso aceitável para ambas as partes de Smith e simpatizantes de McAdoo. Finalmente, na 103ª votação, a convenção esgotada virou-se para John W. Davis, um ex-congressista obscuro de Virgínia Ocidental.
O governador de Nebraska, Charles W. Bryan, o irmão de William Jennings Bryan foi indicado para vice-presidente, a fim de obter o apoio de eleitores rurais do partido, muitos dos quais ainda viu Bryan como seu líder.

## Resultado
Com a Convenção Democrata desastrosa ter mal dividida os democratas, e com a economia crescendo, havia pouca dúvida de que Coolidge ganharia a eleição. Seu slogan de campanha, "Manter a Calma com Coolidge", foi muito popular. Davis venceu apenas no Sul, e La Follette somente em sua terra natal, Wisconsin.
| Candidato presidencial                                           | Partido                                                          | Estado de origem                                                 | Voto popular                                                     | Voto popular                                                     | Colégio Eleitoral | Colégio Eleitoral | Running mate                | Running mate     | Running mate      |
| Candidato presidencial                                           | Partido                                                          | Estado de origem                                                 | Votos                                                            | %                                                                | Votos             | %                 | Candidato vice-presidencial | Estado de origem | Colégio Eleitoral |
| ---------------------------------------------------------------- | ---------------------------------------------------------------- | ---------------------------------------------------------------- | ---------------------------------------------------------------- | ---------------------------------------------------------------- | ----------------- | ----------------- | --------------------------- | ---------------- | ----------------- |
| Calvin Coolidge                                                  | Partido Republicano                                              | Vermont                                                          | 15.723.789                                                       | 54,04%                                                           | 382               | 71,9%             | Charles G. Dawes            | Ohio             | 382               |
| John W. Davis                                                    | Partido Democrata                                                | Virgínia Ocidental                                               | 8.386.242                                                        | 28,82%                                                           | 136               | 25,6%             | Charles W. Bryan            | Illinois         | 136               |
| Robert M. La Follette, Sr.                                       | Partido Progressivo                                              | Wisconsin                                                        | 4.831.706                                                        | 16,61%                                                           | 13                | 2,4%              | Burton K. Wheeler           | Massachusetts    | 13                |
| Outros                                                           | Outros                                                           | Outros                                                           | 155.370                                                          | 0,53%                                                            | 0                 | 0%                | Outros                      | Outros           | 0                 |
| Total                                                            | Total                                                            | Total                                                            | 29.097.107                                                       | 100%                                                             | 531               |                   |                             |                  | 531               |
| Votos minímos do Colégio Eleitoral de que se precisa para vencer | Votos minímos do Colégio Eleitoral de que se precisa para vencer | Votos minímos do Colégio Eleitoral de que se precisa para vencer | Votos minímos do Colégio Eleitoral de que se precisa para vencer | Votos minímos do Colégio Eleitoral de que se precisa para vencer | 266               |                   |                             |                  | 266               |

Fonte - Voto popular: Colégio Eleitoral: 